# عمارت مسعودیه (کرمانشاه)
عمارت مسعودیه (کرمانشاه) (که با نام عمارت متصل به غارهای طاق بستان در فهرست آثار ملی ایران ثبت شده بود) بنایی مربوط به دوره قاجار بود که در کرمانشاه ـ محوطه تاریخی طاق بستان واقع شده و این اثر در تاریخ ۲۴ شهریور ۱۳۱۰ با شمارهٔ ثبت ۳۴ به‌عنوان یکی از آثار ملی ایران به ثبت رسیده بود.
عمارت مسعودیه در دوران پهلوی به تخریب رسید.
«عمارت مسعودیه»، یک بنای دو طبقه زیبا با تزیینات گچ‌بری و آیینه‌کاری منحصر به فردی بود که به دستور عمادالدوله، حکمران وقت کرمانشاه، در کنار سراب طاق بستان و نزدیک به نقوش برجسته این محوطه تاریخی در استان کرمانشاه ساخته شده بود. این بنا با وجود زیبایی هنری فاقد ارزش تاریخی بود. طاق بستان، محوطه تاریخی و دارای یک سراب و نقوش برجسته ساسانی است که احتمالاً این منطقه شکارگاه و محل تفریح پادشاهان ساسانی در روزگاران گذشته بوده‌است.
بر پایه داده‌های مستندنگارانی که در روزگار برپایی ساختمان از آن دیدن کرده‌اند، این سازه ۲۰ متر طول، ۱۲ مهر پهنا و پیرامون ۱۱ متر بلندا داشته و در کانون طبقه همکف دهانه چشمه قرار گرفته بود. آب از دو سو به این تالار گنبدی شکل روان بود که از سوی جنوب با دهانه طاقی، رو به بیرون داشت. همه مساحت سالن مرکزی از یک حوضچه آب تشکیل‌یافته بود ... بامِ ساختمان تخت بوده و تنها دارای یک خرپشته است. در مرمت‌ها و بازسازی‌های پسین سقف بنا شیروانی می‌شود.

## پیشینه
تا دوره قاجار در منطقه طاق بستان اثری از هیچ بنایی در این منطقه دیده نمی‌شود. در نقاشی‌هایی اوژن فلاندن که در دوره محمدشاه قاجار از طاق بستان کشیده‌است، اثری از این بنا نیست.

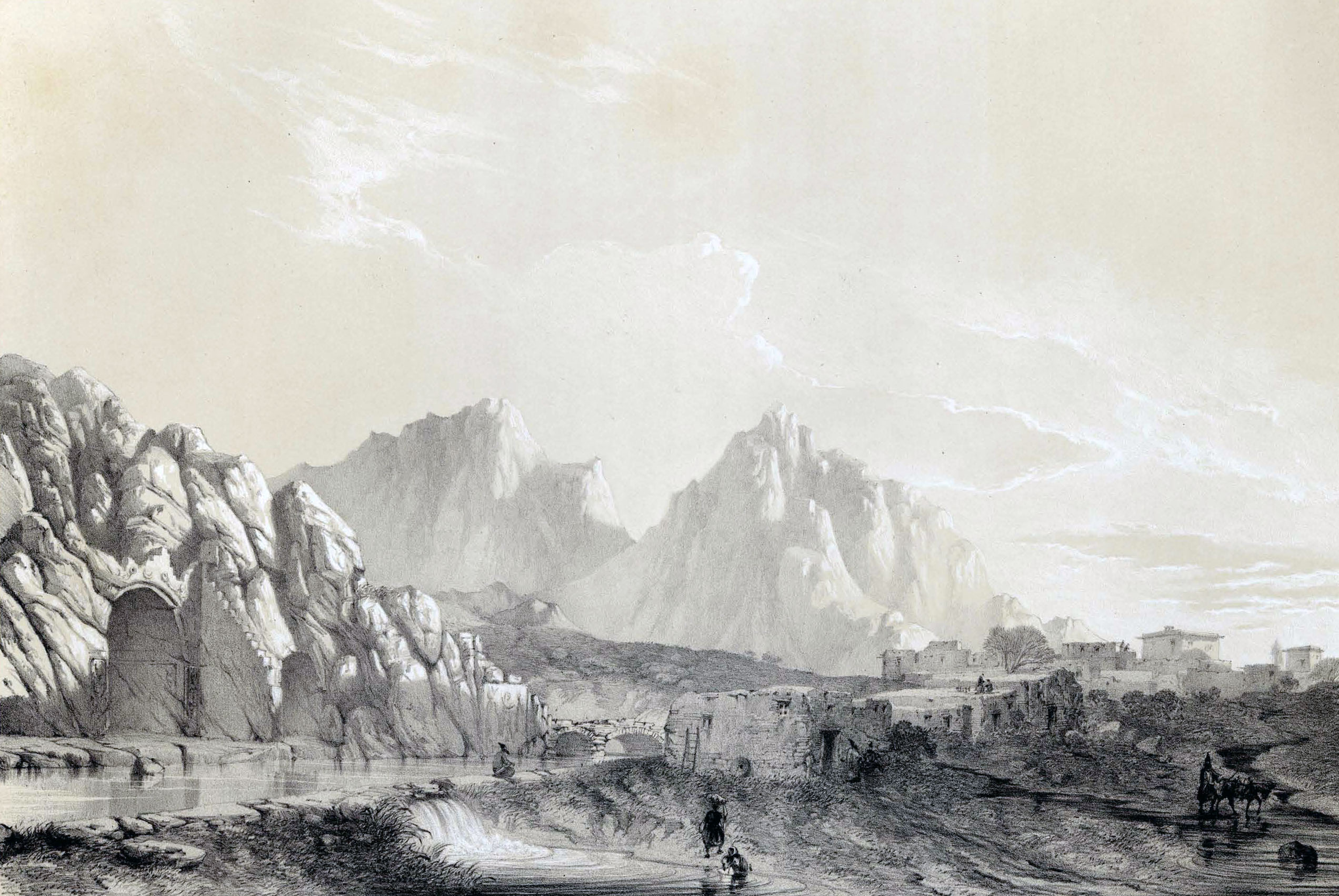
چشم‌انداز عمومی منطقه طاق‌بستان اثر اوژن فلاندن
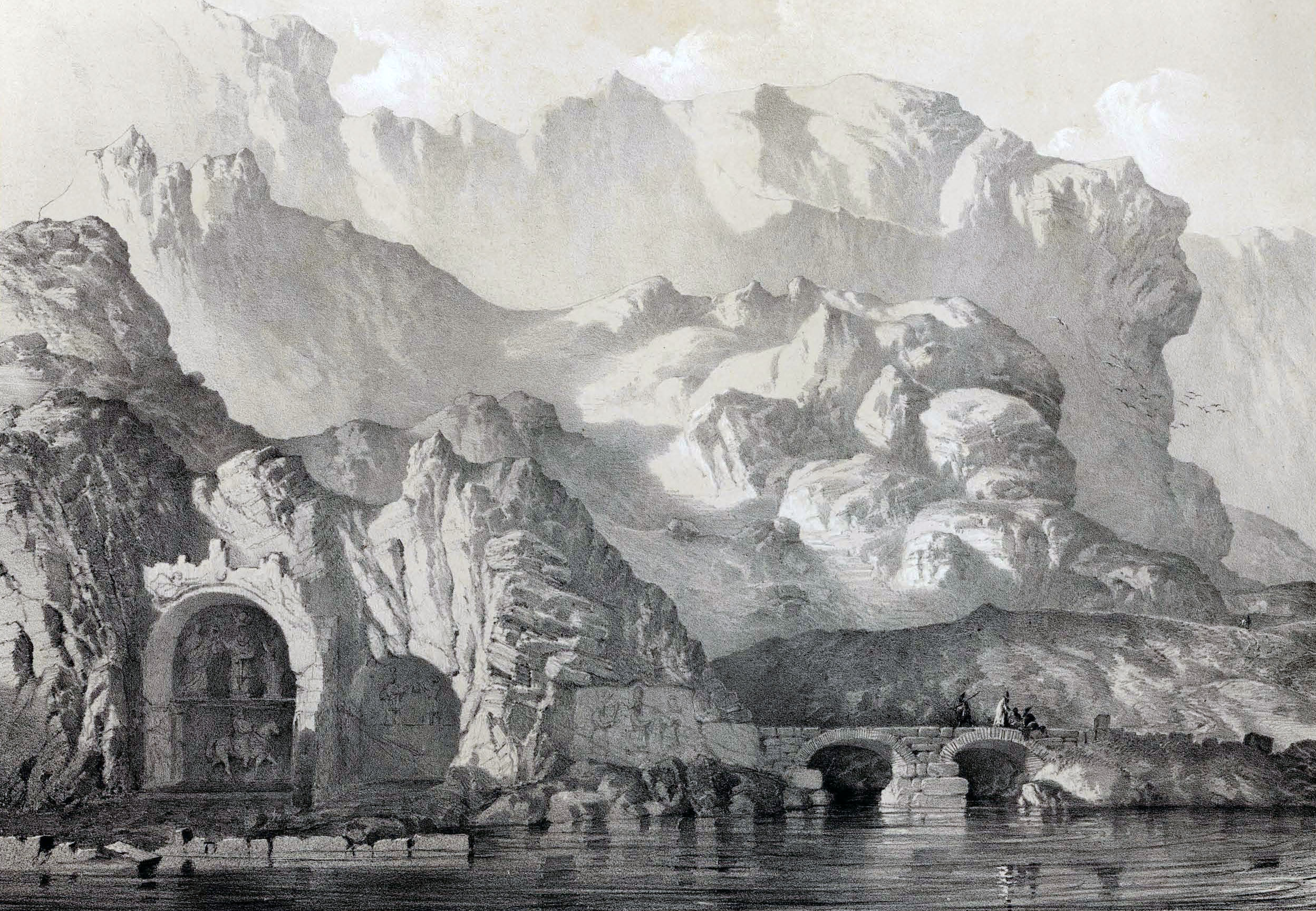
چشم‌انداز عمومی منطقه طاق‌بستان اثر اوژن فلاندن

در میانه‌های دوره قاجاریه این بنا که به نام عمارت مسعودیه شناخته می‌شد توسط امام قلی میرزا عمادالدوله حاکم وقت کرمانشاه ساخته شد.
دستیابی به تاریخی روشن برای ساخت سازه نیازمند بررسی بیشتر است. بر پایه تصویرهایی که هرتسفلد، فلاندن، کیست و سپس هینز به دست می‌دهند سازه قاجاری در ۱۲۱۹ خورشیدی هنوز ساخته نشده بود. امام قلی میرزا عمادالدوله در ۱۲۳۰ خورشیدی به فرمانروایی کرمانشاه می‌رسد و در ۱۲۳۳ خورشیدی، پترمن (H.Peterman) در گزارش روشنی که از طاق‌بستان دارد از این سازه یادی نمی‌کند. تاریخ دیگری که می‌توانیم به دست آوریم از گزارش سفر شوالیه لیک لاما آنیژه هولت (Chevalier T.M. Lycklama a Nijeholt) است. او در ۱۲۵۵ خورشیدی از طاق‌بستان دیدن کرده و نخستین کسی است که درباره بنا سخن گفته است. بر پایه نوشته‌هایی که در دست است تاریخ ساخت بنا را می‌توان میان سال‌های ۱۲۳۳ تا ۱۲۴۶ خورشیدی دانست.

## تخریب
در سال ۱۳۴۲ به منظور نمایان ساختن آثار باستانی و آزادسازی چشمهٔ آناهیتا تخریب شد. رومن گیرشمن و هیئت همراه وی بر پایه فرضیه‌های باستان‌شناسی بنای مسعودیه کرمانشاه در کنار طاق بستان را تخریب کردند.

### انتقاد از ویرانی عمارت
خبرگزاری میراث فرهنگی در سال ۱۳۸۲ این ادعا را طرح کرد که عمارت مسعودیه کرمانشاه، به دلیل نادرستی فرضیه‌های باستان‌شناسی «رومن گیرشمن» در سال ۱۳۴۲ (۱۹۶۳ میلادی) تخریب شده‌است. در این مورد اسناد مستندنگاری یک مورخ آلمانی به نام «لوشای» وجود دارد.
این گروه گمانه‌زنی کرده بودند که زیر این عمارت قاجاری، آثار ساسانی گوناگونی وجود داشته باشد. همچنین بر این باور بودند که این عمارت، دهانه‌های اصلی سرچشمه سراب را کور کرده‌است و دهانه‌های چشمه آناهیتا (الهه آب) در زیر این بنا وجود دارد. اما با تخریب این اثر هیچ‌یک از نظرات گیرشمن و هیئت همراه وی، اثبات نشد.
پروفسور هایز لوشای آلمانی که هم‌روزگار با زمان ویران‌سازی سازه قاجاری در ایران بوده و با دست‌اندرکاران این کار آشنایی داشته است، به‌عنوان تنها مستند نگار این بنا می‌نویسد: «این بنا در محوطه تاریخی همانند یک موزیک متن و نوایی همراه کننده می‌بود. در ماه می ۱۹۶۳ نگرانی من درباره این بنا آغاز شد، زیرا در آن زمان در جلسه شورای عالی باستان‌شناسی که رومن گیرشمن، رائول کوریل و دیوید استروناخ نیز در آن شرکت داشتند، افتخار حضور یافتم و در آنجا آگاهی یافتم که قصد ویران کردن عمارت قاجاری طاق‌بستان را دارند ... در آن زمان نمی‌توانستم اعتراضی علیه تخریب عمارت قاجاری انجام دهم و تنها با شتاب خواستار به تعویق انداختن کار تخریب شدم تا اینکه هینز که کارشناس محوطه‌های معماری در انستیتوی ما بود بتواند بنا را برداشت نماید. باوجودآنکه مسئول فرهنگ و هنر طی تلگرافی دستور توقف تخریب بنا را تا زمان رسیدن ما به آنجا داده بود، در کرمانشاه اهمیتی به این درخواست نداده، تخریب را آغاز و ادامه داده بودند. هینز هنگام ورود (۲۵ می ۱۹۶۳) تنها خرابه طبقه همکف را می‌یابد. چند روز بعد تنها کاری که توانستم انجام دهم نجات دادن یکی از سرستون‌های ساسانی بود که در بین خرابه‌ها و نخاله‌های ساختمان تخریب شده افتاده بود. با ازبین‌رفتن بنای قاجاری نتیجه چندانی هم از نظر باستان‌شناسی عاید نگردید ...»

### کشف آثار تاریخی در محوطۀ چشمۀ طاق‌بستان
در آبان ۱۳۹۸، نقش‌برجستۀ جدیدی در محوطۀ چشمۀ طاق‌بستان کشف شده‌است. سنگ‌نگاره تصویری شبیه به یک انسان را نشان می‌دهد که دستانش را به سوی آسمان باز کرده و شیئی در دست دارد. چند حرف نیز در کنار این سنگ‌نگاره وجود دارد که به گفتۀ باستان‌شناسان به حروف لاتین شبیه بوده و ناخوانا است. قدمت این سنگ‌نگاره به درستی مشخص نیست. علاوه بر این نقش‌برجستۀ‌دیگری نیز در کنار پلکان سنگی جنب چشمه وجود دارد که شباهت بسیاری به نقش‌ّبرجستۀ‌ تازه‌مکشوف دارد.

## نگارخانه

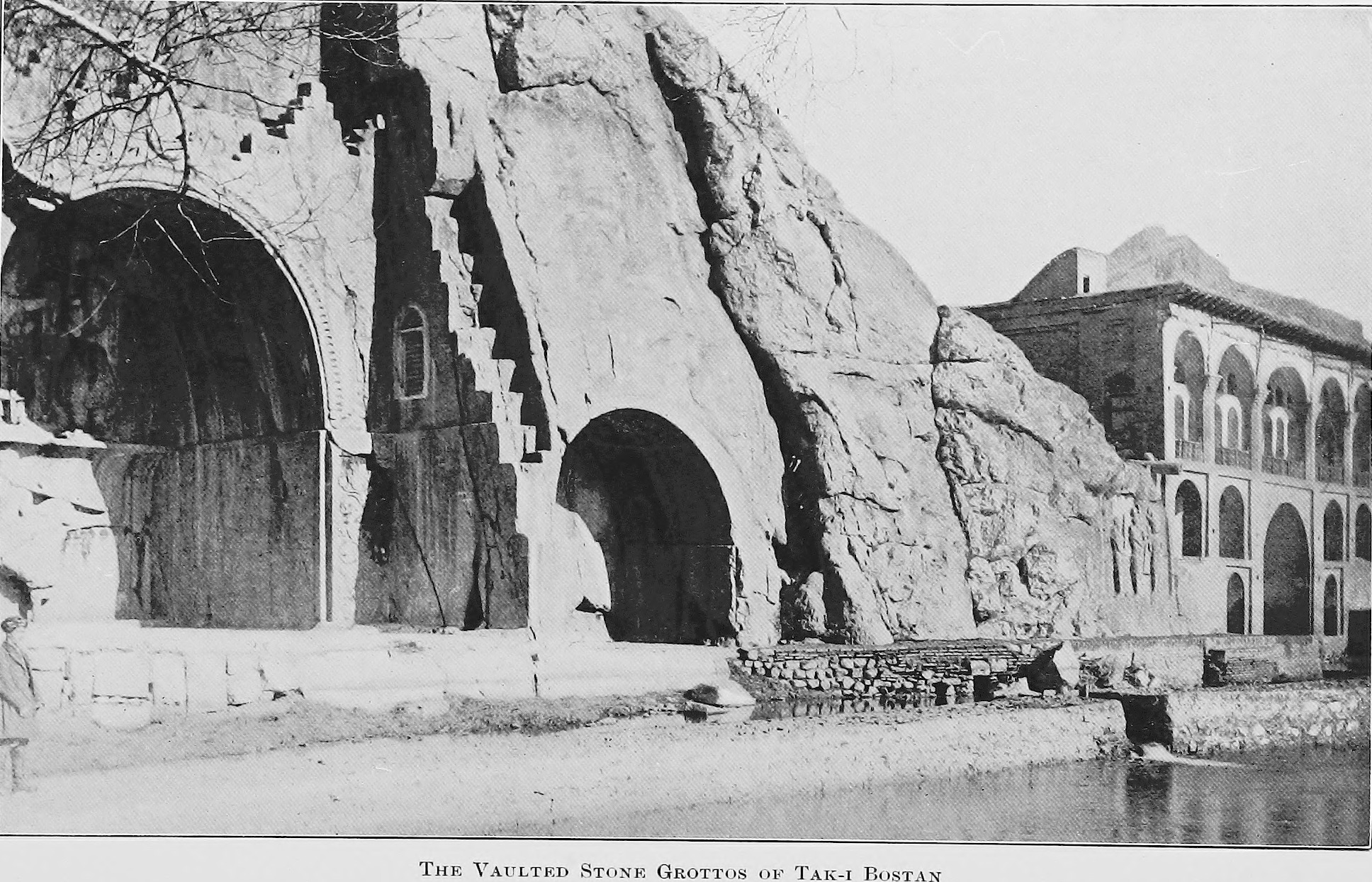
نمای عمارت مسعودیه در بخش پشتی و سمت راست تصویر دیده می‌شود

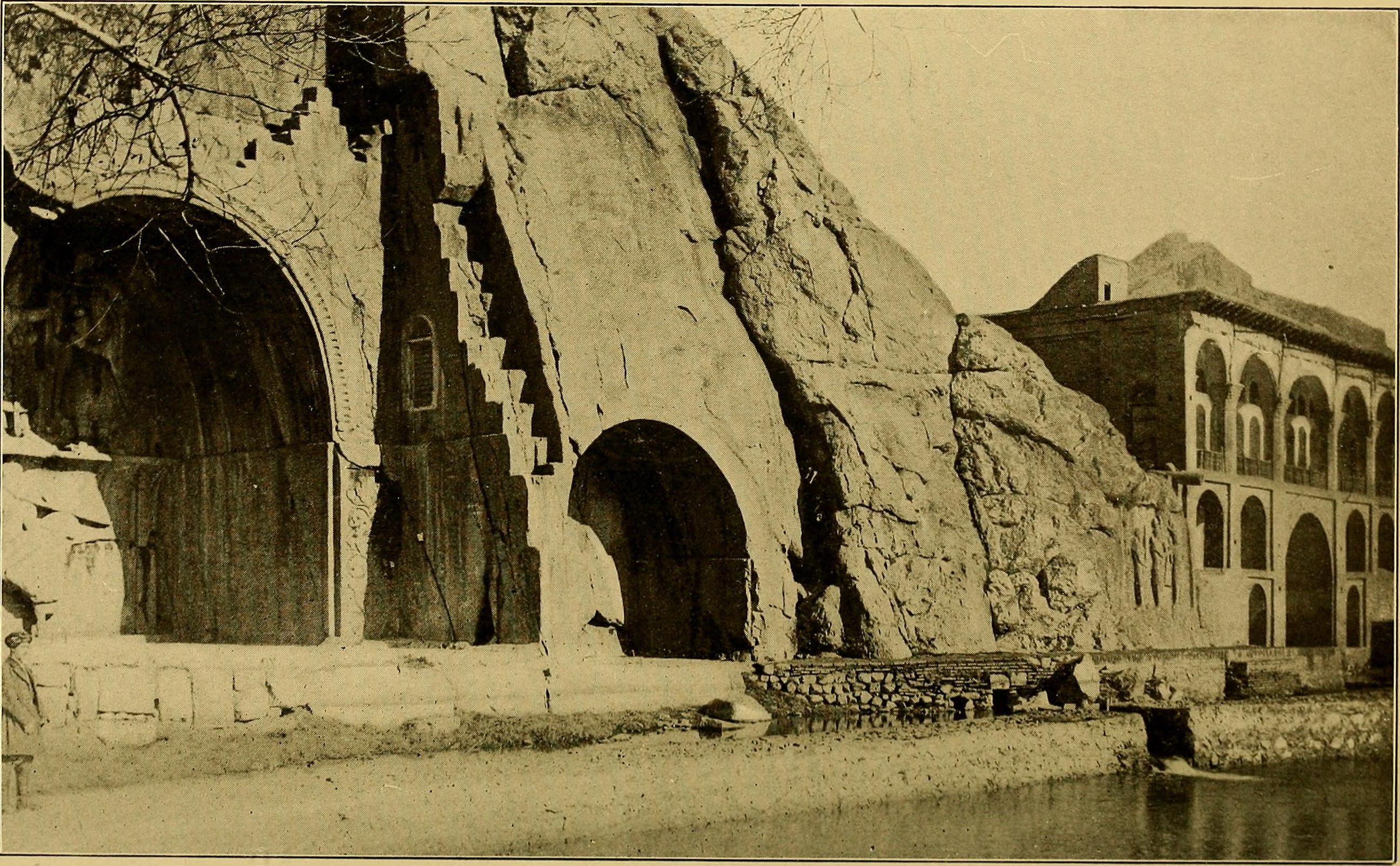
نمای عمارت مسعودیه در سمت راست تصویر و کنار طاق‌های ساسانی
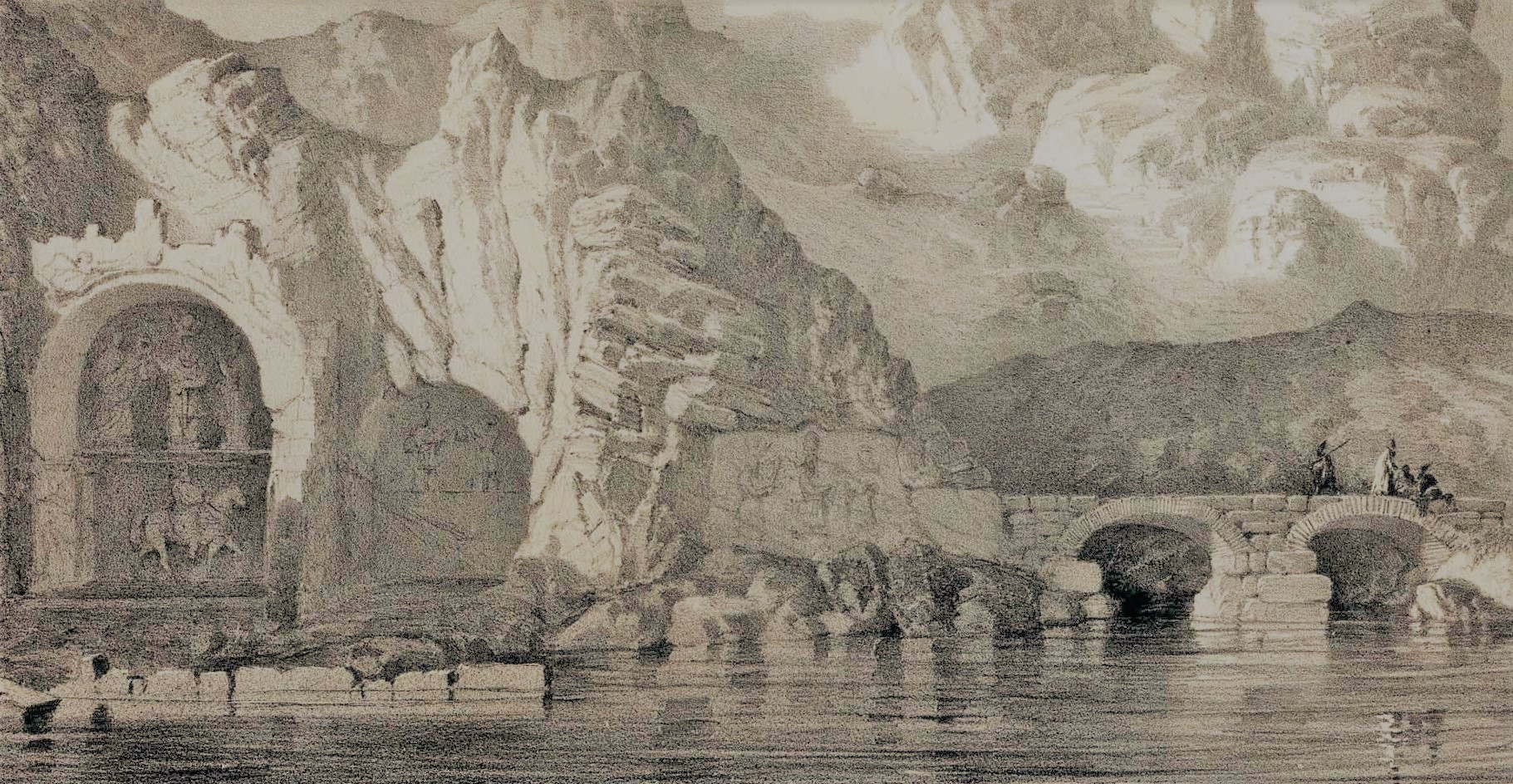
چشم‌انداز محل عمارت در سمت راست طاق‌های ساسانی و روی پل در دوره محمد شاه قاجار اثر اوژن فلاندن
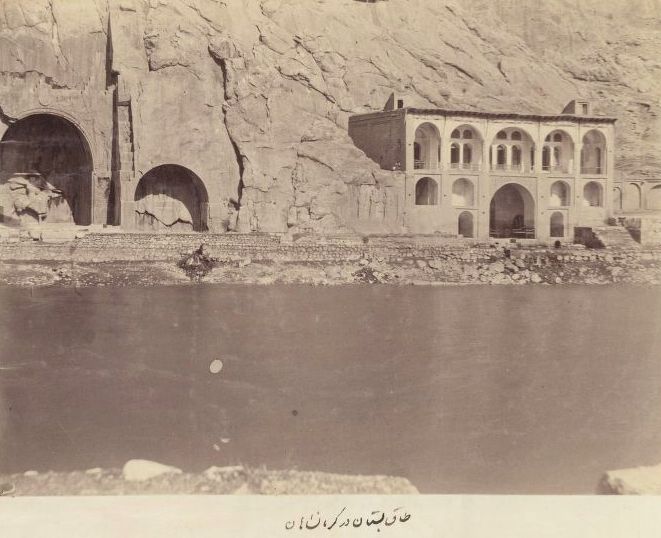
نمای عمارت مسعودیه در سمت راست تصویر در نیمه نخست سده بیستم میلادی
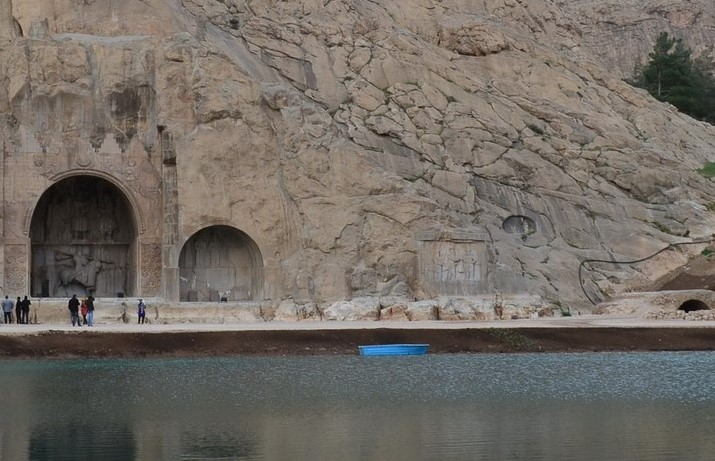
چشم‌انداز کنونی محل عمارت در سمت راست طاق‌های بزرگ و کوچک
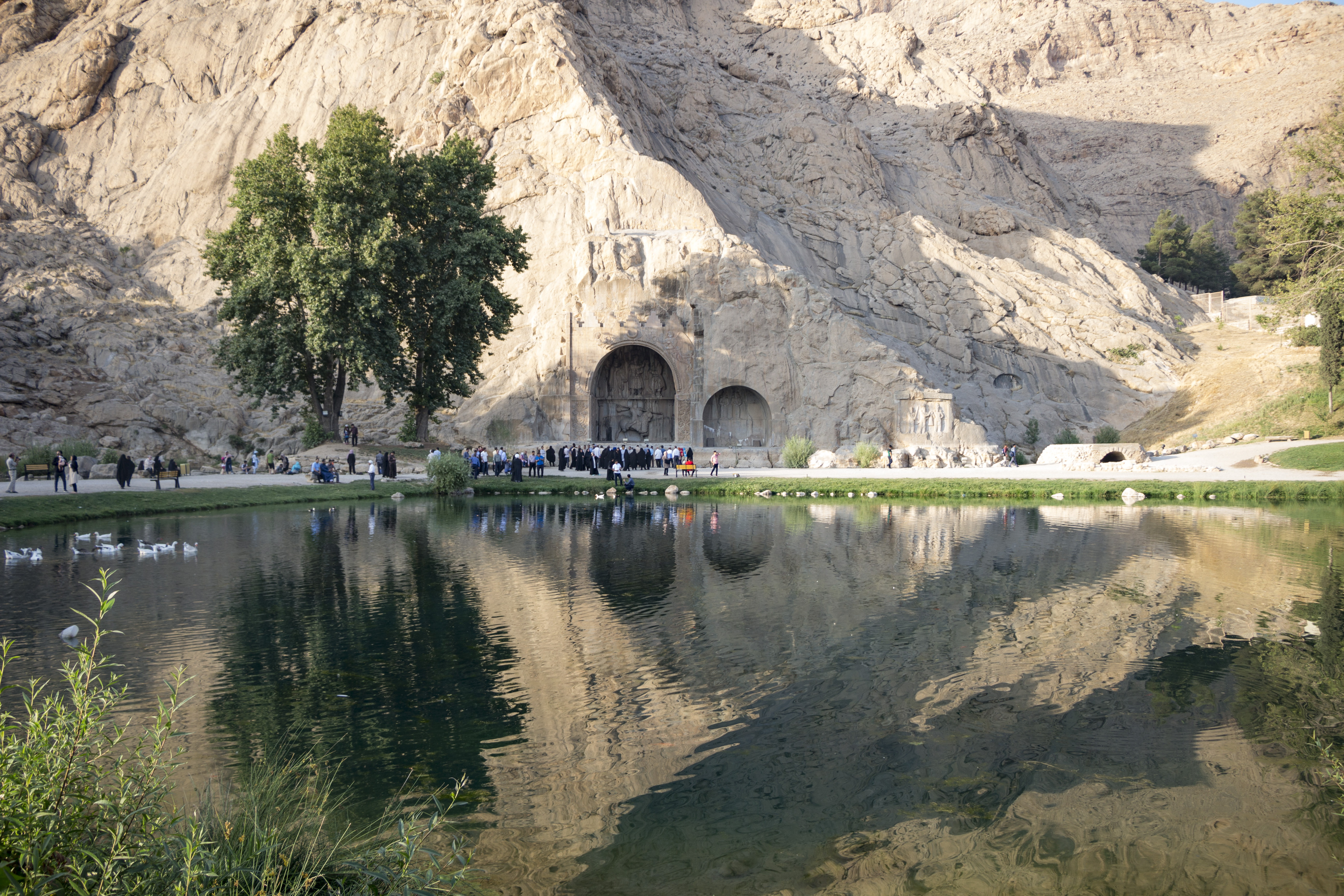
چشم‌انداز کنونی محل عمارت در سمت راست طاق‌های بزرگ و کوچک